# 古里年
古里年是巴西帕拉伊巴州的一个市镇。总面积309.276平方公里，总人口13357人，人口密度43.2人/平方公里。